# Búnker de Stalin
El búnker de Stalin (en ruso, Бункер Сталина) es un refugio antiaéreo ubicado cerca de la Universidad Estatal de Cultura de Samara en Samara (anteriormente llamada Kúibyshev), Rusia. Es un complejo de búnkeres subterráneos construido entre febrero y octubre de 1942. Era el cuartel general alternativo del Altos Mando Supremo de las Fuerzas Armadas Soviéticas destinado a Iósif Stalin durante la Segunda Guerra Mundial. El búnker de Stalin está ubicado a 37 metros debajo del edificio del Comité Regional del Partido Comunista del óblast de Kúibyshev (actualmente propiedad de la Universidad Estatal de Cultura de Samara), a 100 metros al sureste del Teatro Académico de Samara. El búnker de Stalin fue desclasificado en 1990. Ahora el Museo de Defensa Civil ocupa el antiguo refugio antiaéreo. Los refugios antiaéreos para el Alto Mando soviético también se construyeron en Yaroslavl, Gorki (ahora Nizhni Nóvgorod), Kazán, Uliánovsk, Sarátov y Stalingrado (ahora Volgogrado).

## Historia
Durante la Segunda Guerra Mundial, Kúibyshev fue elegido para ser la capital alternativa de la Unión Soviética en caso de que Moscú cayera ante los alemanes invasores. En octubre de 1941, el Partido Comunista y las organizaciones gubernamentales, las misiones diplomáticas de países extranjeros, los principales establecimientos culturales y su personal fueron evacuados a la ciudad.
El 15 de octubre de 1941, el Comité de Defensa del Estado emitió la decisión secreta no 801 "Sobre la evacuación de la capital soviética de Moscú a Kúibyshev". Se previó la evacuación de Stalin en caso de emergencia. El 21 de octubre de 1941, el Comité de Defensa emitió la decisión secreta no 826 "Sobre la construcción del refugio antiaéreo en Kúibyshev". El búnker de Stalin fue diseñado por el director de tecnología Yulián Ostrovski y el arquitecto principal M. Zelenin. Copian la construcción de la estación de metro Aeropuerto de Moscú. Las tuneladoras del metro de Moscú y los mineros de Donbás fueron desplegados para la construcción de las obras del búnker; unos 2 900 trabajadores y 800 ingenieros participaron en la construcción. El trabajo de topografía minera fue dirigido por I. Drobinin. Todos los constructores estaban bajo una orden de mordaza de por vida. La retirada del suelo se realizó por la noche. Se recuperaron 25 000 metros cúbicos de suelo en 8 meses. Se utilizaron 5 000 metros cúbicos de hormigón en la construcción. El búnker de Stalin fue puesto en funcionamiento por la comisión gubernamental el 6 de enero de 1943.
La hija de Stalin, Svetlana Alilúyeva, se refugió en el búnker durante los ataques aéreos. Si Stalin alguna vez visitó el búnker, no fue documentado. 

## Descripción
El búnker de Stalin puede absorber fácilmente el impacto de una bomba de demolición de 2 000 kilogramos. Los 23 metros de cobertura de tierra, 4 metros de concreto y una capa de arena otorgan protección contra ataques aéreos enemigos. El búnker tiene una central eléctrica y un sistema independiente de regeneración de aire. Hay salas de trabajo en los pisos 4, 5, 6 y 7. Después de descender las escaleras hacia la sección inferior y pasar por la puerta de acero, hay un largo pasillo. En el lado derecho está el alojamiento de Stalin. En el lado izquierdo está la sala de convenciones. Varios pisos más arriba, hay una serie de salas que incluyen salas de generador / ventilación / acumulador / motor de elevador / bomba y la centralita telefónica. 

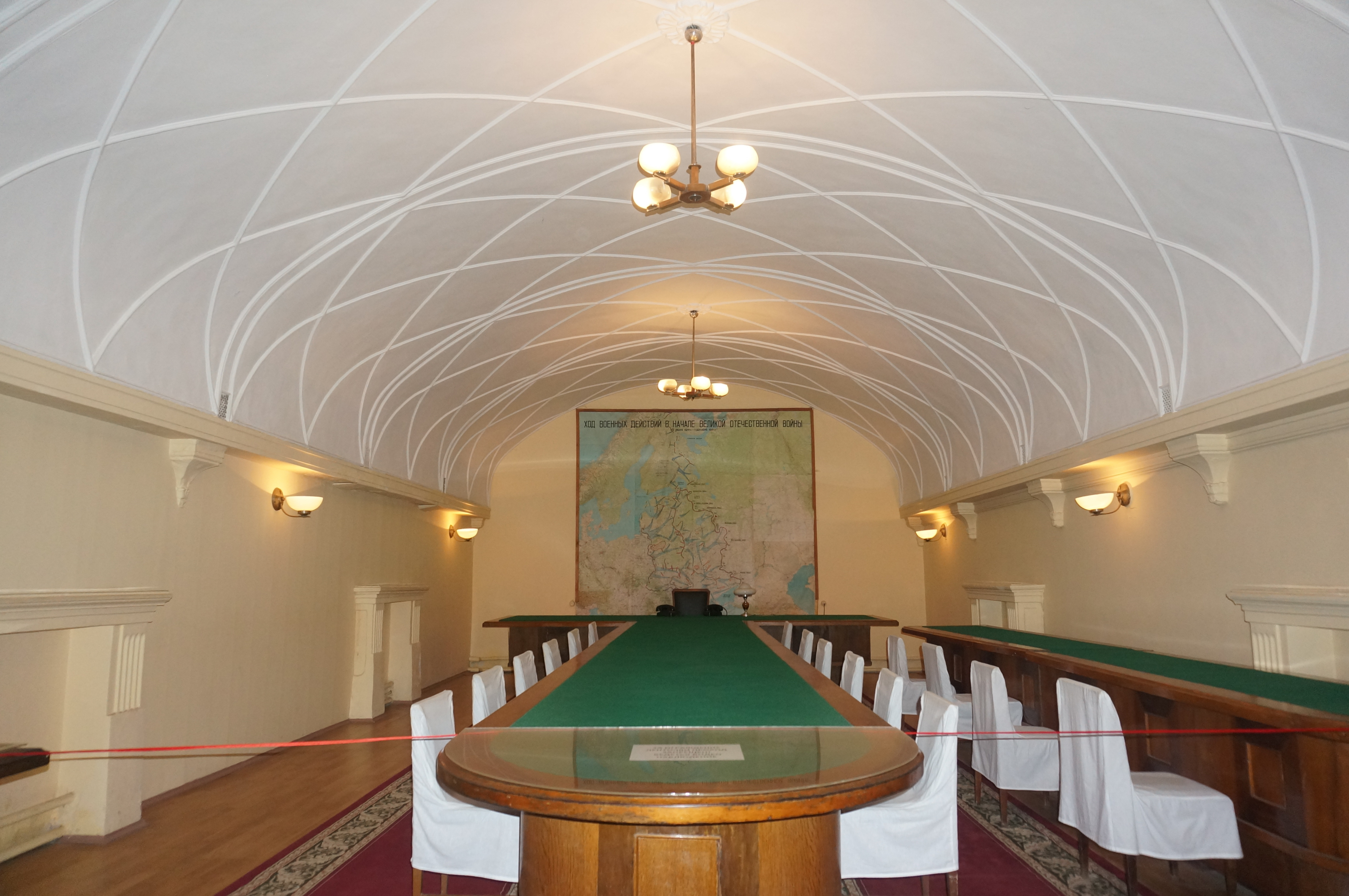
La sala de convenciones
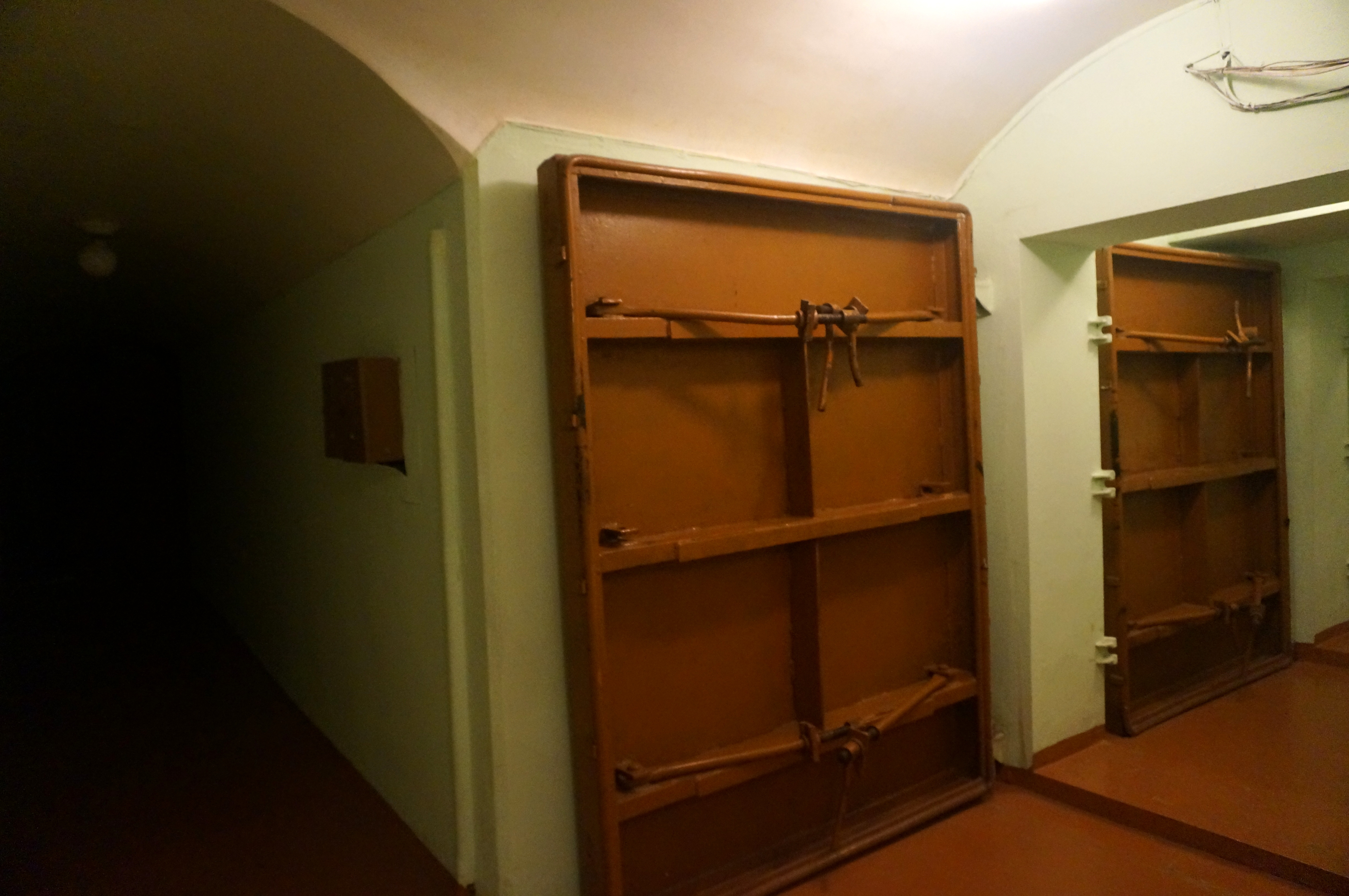
Puertas selladas
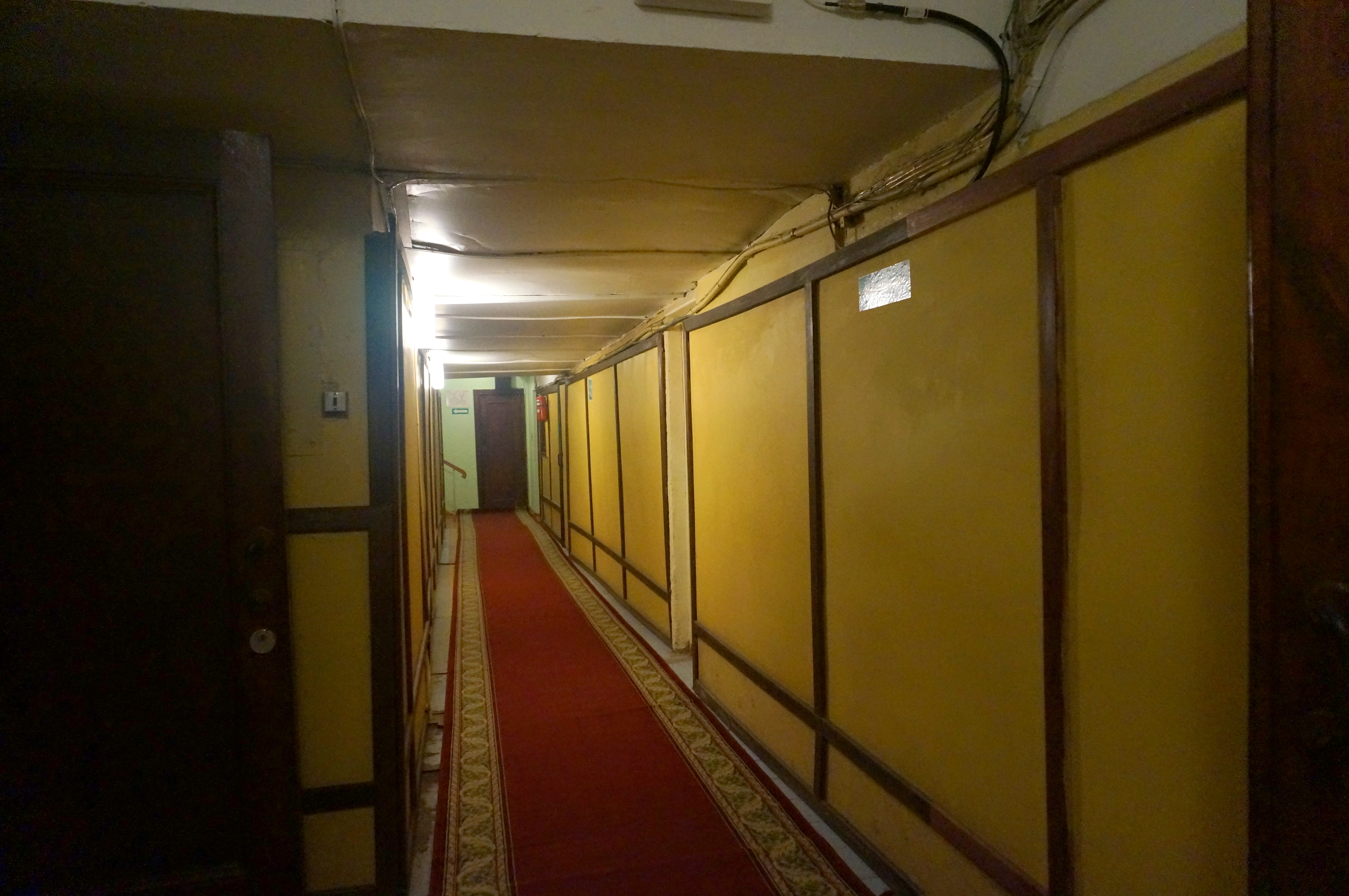
Corredor en la parte inferior